# Segmentazione (marketing)
Nel marketing, la segmentazione consiste in una delle tre strategie fondamentali che, secondo Michael Porter, possono contrastare le forze che premono su un'impresa di mercato. Il processo di segmentazione è quello per cui si spacca un mercato in singole unità (target) che vengono poi riagglomerati sulla base di variabili in gruppi sociali ed economici più o meno ampi, detti appunto "segmenti".

## Processo di segmentazione
La decisione di marketing più importante che un'azienda prende è la selezione di uno o più segmenti di mercato su cui concentrarsi. Un segmento di mercato è una porzione di un mercato più ampio le cui esigenze differiscono leggermente dal mercato più ampio. Poiché un segmento di mercato ha esigenze uniche, un'azienda che sviluppa un prodotto totale focalizzato esclusivamente sulle esigenze di quel segmento sarà in grado di soddisfare i desideri del segmento meglio di un'azienda il cui prodotto o servizio cerca di soddisfare le esigenze di più segmenti. 
Il processo di segmentazione si divide in quattro fasi:
- spaccatura del mercato in individualità (persone, unità complesse di base, ad esempio la famiglia o la coppia o l'azienda), a seconda del bene/prodotto;
- riagglomerazione dei target (semplici o complessi) sulla base di variabili;
- creazione di segmenti;
- identificazione dei segmenti reali, o diretti, o primari; dei segmenti potenziali, o indiretti o secondari; definizione dei segmenti estesi, quelli composti da individui o gruppi "spot" o "single", ossia potenzialmente avvicinabili solo per acquisti singoli e dettati da ragioni momentaneamente insondabili.[2]

### Criteri di segmentazione
La divisione del mercato in segmenti avviene utilizzando diverse basi, o variabili di segmentazione, che sono:
- geografiche: area geografica, popolazione e clima;
- socio-demografiche: età, sesso, reddito, titolo di studio, livello di istruzione, numero di componenti in famiglia e religione;
- psicografiche: classe sociale, stile di vita e personalità;
- comportamentali: vantaggi ricercati (qualità, prezzo, ecc.), atteggiamento (positivo, negativo, ecc.), consapevolezza (informato, disinformato, ecc.) e fedeltà alla marca.

### Tipi di marketing in base alla segmentazione
A seconda del tipo di prodotto e dei potenziali clienti, quindi dei segmenti a cui sono interessate, le imprese produttrici possono scegliere fra le seguenti tipologie di marketing:
- Marketing di massa: viene utilizzato lo stesso prodotto, o lo stesso tipo di promozione/distribuzione, per tutti i clienti; in pratica non si effettua segmentazione, dal momento che le preferenze sono considerate omogenee. Ad esempio la Coca Cola adotta questo tipo di strategia.
- Marketing segmentato (o differenziato o segmentazione multipla): consiste nell'adattare l'offerta ai bisogni di uno o più segmenti; si usa nei mercati in cui le preferenze sono agglomerate, cioè ogni gruppo manifesta gusti che si scostano da quelli di un altro gruppo. Le imprese operanti in questo modo, come la Fiat, sviluppano prodotti e strategie diverse per ciascun gruppo (utilitarie, minivan, furgoni, ecc.).
- Marketing concentrato su un solo segmento: l'impresa concentra le sue risorse su un solo segmento. È l'esempio delle aziende di trasporti.
- Marketing di nicchia: consiste nell'adattare l'offerta precisamente a uno o più subsegmenti, ciascuno dei quali è caratterizzato da poca concorrenza. È simile al marketing concentrato, con la differenza che qui le imprese hanno un portafoglio maggiormente differenziato di prodotti. Questa strategia viene impiegata dai produttori di beni di lusso, come ad esempio la Ferrari.
- Micromarketing (o marketing personalizzato): si sviluppano prodotti e programmi su misura per segmenti geo-sociografici e psico-sociografici ben definiti.

### Tecniche di segmentazione
Le tecniche di segmentazione consistono in una serie di modelli derivati dalla metodologia della ricerca statistica. I vari modelli sono riconducibili essenzialmente a due tipi di approccio.
- approccio di aggregazione
  - modelli a priori: divide un mercato in base a criteri predeterminati (età, sesso...); utile solo in fase di penetrazione
- approccio di disaggregazione
  - modelli clustering based
    - cluster analysis: parte da gruppi di individui, e seleziona a coppie, in altri cluster, quelli con più affinità
    - factor analysis: riconduce dati diversi a un singolo fattore

  - modelli di segmentazione flessibile
    - cluster analysis
    - conjoint analysis: esamina i desideri dei consumatori, anche in termini di trade-off (cosa sacrificherebbero).

## Market targeting
La scelta dei segmenti obiettivo (operazione nota come market targeting) si effettua valutando scrupolosamente le basi di segmentazione da utilizzare. In secondo luogo, per definire i mercati obiettivo si ricorre a diversi modelli, come la matrice di Ansoff e le 5 forze di Porter per valutare l'attrattività competitiva dei singoli segmenti. In generale, per essere considerato "attrattivo", un segmento deve essere omogeneo, avere una rilevante dimensione economica (anche potenziale), essere accessibile (in termini di risorse e competenze) e difendibile dai concorrenti.
Se non si opta per la copertura totale del mercato, l'impresa può decidere per uno dei seguenti modelli:
- focalizzazione: ci si concentra su un prodotto e si cerca di piazzarlo in un segmento;
- specializzazione di prodotto: si cerca di piazzare un prodotto in diversi mercati;
- specializzazione di mercato: ci si rivolge a un unico mercato con diversi prodotti;
- specializzazione selettiva: ciascun prodotto copre un mercato specifico.

La selezione del mercato obiettivo, in conclusione, segue tre approcci principali:
- marketing indifferenziato: l'azienda ignora le differenze tra i segmenti e cerca di offrire un solo prodotto a tutto il mercato;
- marketing differenziato: l'azienda "targetizza" più segmenti, e progetta offerte diverse per ognuno di essi;
- marketing concentrato (one-to-one): l'azienda mira ad avere una grossa quota in uno o pochi specifici subsegmenti.